# Хрящ-молочник неїстівний
Хрящ-молочник неїстівний, хрящ-молочник болотяний (Lactarius helvus) — гриб з родини сироїжкових. Місцева назва — рижок буланий.

## Будова
Шапинка 4-12(15) см у діаметрі, щільном'ясиста, опукло- або плоскорозпростерта, часто з горбочком, іноді увігнуторозпростерта, спочатку з підгорнутим, далі з опущеним краєм; вохряно-м'ясо-червонувата або вохряно-тонкоповстисто-дрібнолуската, іноді майже гола. Пластинки рожевувато-кремові, пізніше оранжево-вохряні.
Споровий порошок кремовий. Спори 7-9 × 6-7 мкм, овальні.
Ніжка 4-8 (12) × 0,8-3,5(4) см, щільна, пізніше з порожниною, повстиста, біля основи волосисто-повстиста, кольору шапки.
М'якоть жовтуватий з червонуватим відтінком, у ніжці внизу червонувато-коричнюватий, солодкий, без особливого запаху, при підсиханні мав сильний запах кумарину. Молочний сік водянисто-безбарвний, іноді малопомітний, солодкий або гіркуватий, на повітрі не змінюється.

## Поширення та середовище існування
Поширений на Поліссі та в Лісостепу. Росте у соснових і мішаних лісах у вологих місцях, часто біля сосен та ялин поодинці і групами; в серпні — жовтні.

## Практичне використання
Отруйний гриб, викликає нудоту, блювоту, що супроводжується запамороченнями та ознобом. Токсини знищуються кип'ятінням, але гриб не рекомендовано вживати.